# Jüdischer Friedhof (Rethem)
Der Jüdische Friedhof Rethem ist ein ehemaliger jüdischer Friedhof in der Stadt Rethem (Aller) im Landkreis Heidekreis in Niedersachsen. Die Friedhofsanlage ist als Baudenkmal eingestuft (siehe Liste der Baudenkmale in Rethem (Aller)#Wohlendorf).

## Beschreibung
Der Friedhof befindet sich im Rethemer Ortsteil Wohlendorf beim Hof Nr. 23. Die fünf Grabsteine auf dem Friedhof stehen für Juden aus Rethem und Umgebung, die in den Jahren 1851 bis 1891 verstarben.